# La Poste (Vichy)

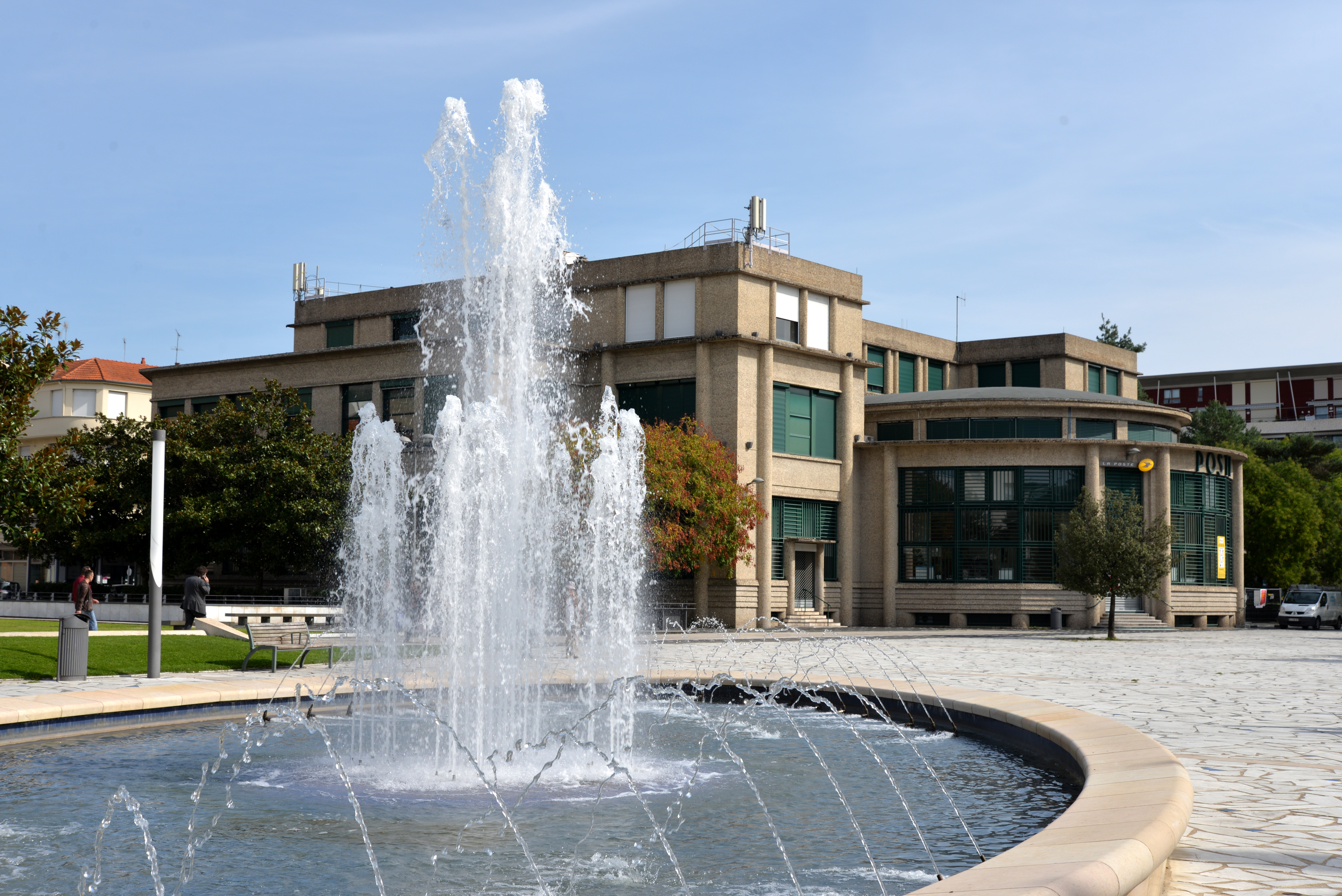

Het gebouw van La Poste (Hôtel des postes) in de Franse stad Vichy aan de place Charles de Gaulle is een postgebouw uit 1935 in art deco-stijl.
Het gebouw werd ontworpen door Léon Azéma, architect van de Franse posterijen. Deze laureaat van de Prix de Rome speelde in zijn ontwerp met de contrasten tussen verticale en horizontale lijnen en tussen rechte en kromme lijnen. La Poste bestaat uit een rond gebouw tussen twee identieke, rechthoekige blokken. Het gebouw is opgetrokken in ruwe beton waarin lokaal granietpuin is verwerkt. Het gebouw werd ingewijd op 13 oktober 1935. Het beschikte toen over een van de meest geavanceerde telefooncentrales van Europa, om de bezoekers van het kuuroord toe te laten gemakkelijk naar het buitenland te telefoneren. De aanwezigheid van deze telefooncentrale was een van de redenen waarom de regering Pétain tijdens de Tweede Wereldoorlog Vichy uitkoos als haar zetel.  
Het ronde gebouw deed 's zomers dienst als extra postkantoor om de toevloed aan zomergasten te kunnen verwerken. 